# Centaur A
Centaur A (NGC 5128) je lećasta radio galaktika u zviježđu Centauru. 

## Povijest promatranja
Centaur A otkrio je 29. travnja 1826. James Dunlop tijekom istraživanja u opservatoriju Parramatta. 
Godine 1847. John Herschel opisao je galaksiju kao "dva poluovala eliptično oblikovane maglice koja izgleda kao da je rasječena i razdvojena širokom nejasnom trakom usporednom većoj osi maglice, usred koje svijetli uska zraka svjetlosti usporedna rezu. " 
Godine 1949. John Gatenby Bolton, Bruce Slee i Gordon Stanley označili su Centaur A kao jedan od prvih ekstragalaktičkih radio izvora. Pet godina kasnije Walter Baade i Rudolph Minkowski uočili su da je osebujna struktura rezultat spajanja divovske eliptične galaksije i manje spiralne galaksije. Prvo otkrivanje rendgenske emisije pomoću sondirajuće rakete izvršeno je 1970. godine. Tijekom 1975. i 1976., emisije gama zraka iz Centaura A primijećene su pomoću atmosferske Čerenkovljeve tehnike. 
Einsteinov opservatorij otkrio je 1979. godine da mlaz gama-čestica potječe iz jezgre. Deset godina kasnije, mlade plave zvijezde pronađene su uz središnji pojas prašine sa svemirskog teleskopa Hubble. 
Chandra je otkrio 1999. godine više od 200 novih točkastih izvora. Drugi svemirski teleskop, Spitzer, pronašao je 2006. godine prašinu u obliku paralelograma blisko infracrvenih slika Centaura A. 
Dokaz o emisiji gama-čestica vrlo visoke energije (više od 100 GeV) zapazio je HESS-opservatorij u Namibiji 2009. godine. 
Sljedeće je godine, nakon dugogodišnjeg promatranja Pierre Auger Observatory otkrio da je Centaur A izvor kozmičkih zraka najviših energija. Godine 2016. pregledom podataka Chandra i XMM-Newton pronađeni su neobično visoki bljeskovi energije u Centaur A i galaksiji NGC 4636. Jimmy Erwin sa Sveučilišta u Alabami pretpostavio je da je otkriće potencijalna crna rupa u još nepoznatom procesu ili crna rupa srednje mase. 

## Svojstva
Centaur A snažan je izvor radio zraka. Ova aktivna galaktika jedna je od četiriju najsvjetlijih galaktika na nebu. Dio je Centaur A/M83 grupe. Ima promjer od 60.000 svjetlosnih godina.
Prepoznatljiva vidljiva osobina je jasno vidljiv pojas svemirske prašine koji se proteže kroz galaktiku. U središtu galaktike je crna rupa. Osim toga snažan je izvor rendgenskog i gama-zračenja.
Središte galaksije sadrži supermasiranu crnu rupu s masom ekvivalentnom 55 milijuna sunčevih masa, koja izbacuje relativistički mlaz koji je odgovoran za emisije u rendgenskim i radio valnim duljinama. Radiološkim opažanjima mlaza, astronomi su utvrdili da se unutarnji dijelovi mlaza kreću oko polovice brzine svjetlosti. Dodatne se visokoenergetske gama-čestice proizvode kad se mlaz sudara s okolnim plinovima. Rendgenske zrake Centaura A dugački su tisuće svjetlosnih godina, dok su radio mlazovi dugački više od milijun svjetlosnih godina.
Kao i u slučaju drugih sličnih galaksija, smatra se da je sudar uzrokovao snažan porast stvaranja novih zvijezda. Iz simulacija se može zaključiti da je Centaur A bio velika eliptična galaksija koja se sudarila i spojila s manjom spiralnom galaksijom.

## Amaterska promatranja
Centaur A ima prividnu magnitudu od 6,84, što znači da je na granici vidljivosti golim okom. Lako se vidi i najmanjim teleskopima, a za razaznavanje strukture poželjan je veći teleskop.

## Vanjske poveznice
- (engl.) SEDS: NGC 5128
- (engl.) Revidirani Novi opći katalog
- (engl.) Izvangalaktička baza podataka NASA-e i IPAC-a
- (engl.) Astronomska baza podataka SIMBAD
- (engl.) VizieR